# Муравейник (Херсонская область)
Муравейник (укр. Муравейник) — село в Генической городской общине Генического района Херсонской области Украины.
Население по переписи 2001 года составляло 92 человека. Почтовый индекс — 75552. Телефонный код — 55-34. Код КОАТУУ — 6522184008.

## История
В 1946 году указом ПВС УССР населённый пункт участок 7-й колхоза им. Сталина переименован в хутор Муравейник.